# Old Etonians Football Club
El Old Etonians Football Club es un equipo de fútbol inglés formado por jugadores que asistieron al Colegio Eton en Eton, Berkshire. En los años 1870 y 1880 el equipo llegó varias veces a la final de la FA Cup, la cual consiguió en dos oportunidades. Actualmente juega en la Arthurian League.

## Palmarés
Torneos nacionales: (2)
- FA Cup (2): 1878-79, 1881-82